# Africada retroflexa surda

A africada retroflexa surda é um tipo de som consonantal, usado em algumas línguas faladas. O símbolo no Alfabeto Fonético Internacional que representa este som é ⟨ʈ͡ʂ⟩, às vezes simplificado para ⟨tʂ⟩ ou ⟨ꭧ⟩, e o símbolo X-SAMPA equivalente é ⟨ts`⟩.
A africada ocorre em vários idiomas: 
- Asturiano: Falantes dos dialetos ocidentais desta língua usam-no em vez da fricativa palatal sonora, escrevendo ḷḷ em vez de ll.
- Línguas eslavas: polonês, bielo-russo, tcheco antigo, servo-croata; alguns falantes de russo podem usá-lo em vez do africado alvéolo-palatal surdo. várias línguas do Cáucaso do Noroeste têm africadas retroflexas que contrastam em articulações secundárias, como a labialização.
- Mandarim e outras línguas siníticas.

## Características
- Seu modo de articulação é a africada sibilante, o que significa que é produzida primeiro interrompendo totalmente o fluxo de ar, depois direcionando-o com a língua para a borda afiada dos dentes, causando turbulência de alta frequência.
- Seu local de articulação é retroflexo, o que significa prototipicamente que ele está articulado subapical (com a ponta da língua enrolada para cima), mas de forma mais geral, significa que é pós-alveolar sem ser palatalizado. Ou seja, além da articulação subapical prototípica, o contato da língua pode ser apical (pontiagudo) ou laminal (plano).
- Sua fonação é surda, o que significa que é produzida sem vibrações das cordas vocais. Em alguns idiomas, as cordas vocais estão ativamente separadas, por isso é sempre sem voz; em outras, as cordas são frouxas, de modo que pode assumir a abertura de sons adjacentes. É uma consoante oral, o que significa que o ar só pode escapar pela boca.
- É uma consoante central, o que significa que é produzida direcionando o fluxo de ar ao longo do centro da língua, em vez de para os lados.
- O mecanismo da corrente de ar é pulmonar, o que significa que é articulado empurrando o ar apenas com os pulmões e o diafragma, como na maioria dos sons.

## Ocorrência
| Língua         | Língua                            | Palavra         | AFI            | Significado     | Notas                                                                                      |
| -------------- | --------------------------------- | --------------- | -------------- | --------------- | ------------------------------------------------------------------------------------------ |
| Adigue         | Adigue                            | чъыгы           | [t͡ʂəɣə]ⓘ       | Árvore          |                                                                                            |
| Asturiano      | Alguns dialetos.                  | ḷḷobu           | [ʈ͡ʂoβu]        | Lobo            | Corresponde ao padrão /ʎ/.                                                                 |
| Bielorrusso    | Bielorrusso                       | пачатак         | [paʈ͡ʂatak]     | O começo        | Laminal.                                                                                   |
| Chinês         | Mandarim                          | 中文 / Zhōngwén | [ʈ͡ʂʊŋ˥ u̯ən˧˥]ⓘ | Chinês (língua) | Contrasta com forma aspirada.                                                              |
| Khanty         | Dialetos orientais                | ҷӓңҷ            | [ʈ͡ʂaɳʈ͡ʂ]       | Joelho          | Corresponde a fricativa retroflexa sibilante surda /ʂ/ em dialetos do norte.               |
| Khanty         | Dialetos do sul                   | ҷӓңҷ            | [ʈ͡ʂaɳʈ͡ʂ]       | Joelho          | Corresponde a fricativa retroflexa sibilante surda /ʂ/ em dialetos do norte.               |
| Qiang do norte | Qiang do norte                    | zhes            | [ʈ͡ʂəs]         | Anteontem       | Contrasta com forma aspirada e expressa.                                                   |
| Polonês        | Padrão                            | czas            | [ˈʈ͡ʂäs̪]ⓘ       | Tempo           | Laminal. Transcrito como /t͡ʃ/ pela maioria dos estudiosos poloneses.                       |
| Polonês        | Dialeto cuiavianos do sudeste.    | cena            | [ˈʈ͡ʂɛn̪ä]       | Preço           | Alguns falantes. O resultado da hipercorreção e o mais popular fusão de /ʈ͡ʂ/ e /t͡s/ em t̪͡s̪. |
| Polonês        | Dialeto Suwałki                   | cena            |                | Preço           | Alguns falantes. O resultado da hipercorreção e o mais popular fusão de /ʈ͡ʂ/ e /t͡s/ em t̪͡s̪. |
| Quechua        | Cajamarca–Cañaris                 | chupa           | [ʈ͡ʂupə]        | Cauda           |                                                                                            |
| Russo          | Regiões adjacentes à Bielorrússia | кирпич          | [kɪrˈpɪt͡ʂ]     | Tijolo          |                                                                                            |
| Servo-Croata   | Servo-Croata                      | чеп / čep       | [ʈ͡ʂe̞p]         | Cortiça         | Apical. Pode ser palato-alveolar no lugar, dependendo do dialeto.                          |
| Eslovaco       | Eslovaco                          | čakať           | [ˈʈ͡ʂäkäc̟]      | Esperar         | Laminal.                                                                                   |
| Torwali        | Torwali                           | ڇووو            | [ʈ͡ʂuwu]        | Costurar        | Contrasta com forma aspirada.                                                              |
| Vietnamita     | Vietnamita                        | trà             | [ʈ͡ʂa:˨˩]       | Chá             | Alguns falantes                                                                            |
| Yi             | Yi                                | ꍈ / zha        | [ʈ͡ʂa˧]         | Um pouco        | Contrasta com forma aspirada.                                                              |